# Tossal de Ras
El Tossal de Ras és una muntanya de 623 metres que es troba al municipi de la Ribera d'Ondara, a la comarca catalana de la Segarra.